# Berriac
Berriac  est une commune française située dans le Nord du département de l'Aude en région Occitanie.
Sur le plan historique et culturel, la commune fait partie du Carcassès, un pays centré sur la ville de Carcassonne, entre les prémices du Massif central et les contreforts pyrénéens. Exposée à un climat méditerranéen, elle est drainée par l'Aude et par un autre cours d'eau.
Berriac est une commune rurale qui compte 958 habitants en 2022, après avoir connu une forte hausse de la population depuis 1975. Elle appartient à l'unité urbaine de Carcassonne et fait partie de l'aire d'attraction de Carcassonne. Ses habitants sont appelés les Berriacais ou  Berriacaises.

## Géographie

### Localisation
Berriac est située dans l'aire d'attraction de Carcassonne sur Aude à 5 km à l'est de la cité de Carcassonne, à proximité de la route nationale 113 qui rejoint Narbonne.

### Communes limitrophes
Les communes limitrophes sont  Carcassonne, Trèbes et Villedubert.
|             | Villedubert |        |
| Carcassonne | Berriac     | Trèbes |
|             |             |        |

### Géologie et relief
Berriac se situe en zone de sismicité 1 (sismicité très faible).

### Hydrographie
La commune est dans la région hydrographique « Côtiers méditerranéens », au sein du bassin hydrographique Rhône-Méditerranée-Corse. Elle est drainée par l'Aude, le Rieu, constituant un réseau hydrographique de 2 km de longueur totale,.
L'Aude, d'une longueur totale de 223,59 km, prend sa source dans la commune des Les Angles et s'écoule du sud vers le nord. Il traverse la commune et se jette dans le golfe du Lion à Fleury, après avoir traversé 73 communes.
Le Rieu, d'une longueur totale de 14,2 km, prend sa source dans la commune de Roquefort-des-Corbières et s'écoule du sud-ouest vers le nord-est. Il traverse la commune et se jette dans l'étang de Bages-Sigean à Sigean, après avoir traversé 3 communes.

### Climat
Pour des articles plus généraux, voir Climat de l'Occitanie et Climat de l'Aude.
En 2010, le climat de la commune est de type climat du Bassin du Sud-Ouest, selon une étude s'appuyant sur une série de données couvrant la période 1971-2000. En 2020, Météo-France publie une typologie des climats de la France métropolitaine dans laquelle la commune est exposée à un climat océanique altéré et est dans la région climatique Provence, Languedoc-Roussillon, caractérisée par une pluviométrie faible en été, un très bon ensoleillement (2 600 h/an), un été chaud (21,5 °C), un air très sec en été, sec en toutes saisons, des vents forts (fréquence de 40 à 50 % de vents > 5 m/s) et peu de brouillards.
Pour la période 1971-2000, la température annuelle moyenne est de 14,2 °C, avec une amplitude thermique annuelle de 16,1 °C. Le cumul annuel moyen de précipitations est de 659 mm, avec 8,6 jours de précipitations en janvier et 4,2 jours en juillet. Pour la période 1991-2020, la température moyenne annuelle observée sur la station météorologique la plus proche, située sur la commune de Carcassonne à 5 km à vol d'oiseau, est de 14,4 °C et le cumul annuel moyen de précipitations est de 665,0 mm,. Pour l'avenir, les paramètres climatiques de la commune estimés pour 2050 selon différents scénarios d'émission de gaz à effet de serre sont consultables sur un site dédié publié par Météo-France en novembre 2022.

### Milieux naturels et biodiversité
Aucun espace naturel présentant un intérêt patrimonial n'est recensé sur la commune dans l'inventaire national du patrimoine naturel,,.

## Urbanisme

### Typologie
Au 1er janvier 2024, Berriac est catégorisée commune rurale à habitat dispersé, selon la nouvelle grille communale de densité à 7 niveaux définie par l'Insee en 2022.
Elle appartient à l'unité urbaine de Carcassonne, une agglomération intra-départementale dont elle est une commune de la banlieue,. Par ailleurs la commune fait partie de l'aire d'attraction de Carcassonne, dont elle est une commune de la couronne,. Cette aire, qui regroupe 115 communes, est catégorisée dans les aires de 50 000 à moins de 200 000 habitants,.

### Occupation des sols
L'occupation des sols de la commune, telle qu'elle ressort de la base de données européenne d’occupation biophysique des sols Corine Land Cover (CLC), est marquée par l'importance des territoires agricoles (83,3 % en 2018), en diminution par rapport à 1990 (84,3 %). La répartition détaillée en 2018 est la suivante : zones agricoles hétérogènes (51,4 %), cultures permanentes (26,5 %), zones urbanisées (10,5 %), forêts (5,8 %), prairies (4,6 %), terres arables (0,8 %), zones industrielles ou commerciales et réseaux de communication (0,4 %). L'évolution de l’occupation des sols de la commune et de ses infrastructures peut être observée sur les différentes représentations cartographiques du territoire : la carte de Cassini (XVIIIe siècle), la carte d'état-major (1820-1866) et les cartes ou photos aériennes de l'IGN pour la période actuelle (1950 à aujourd'hui).

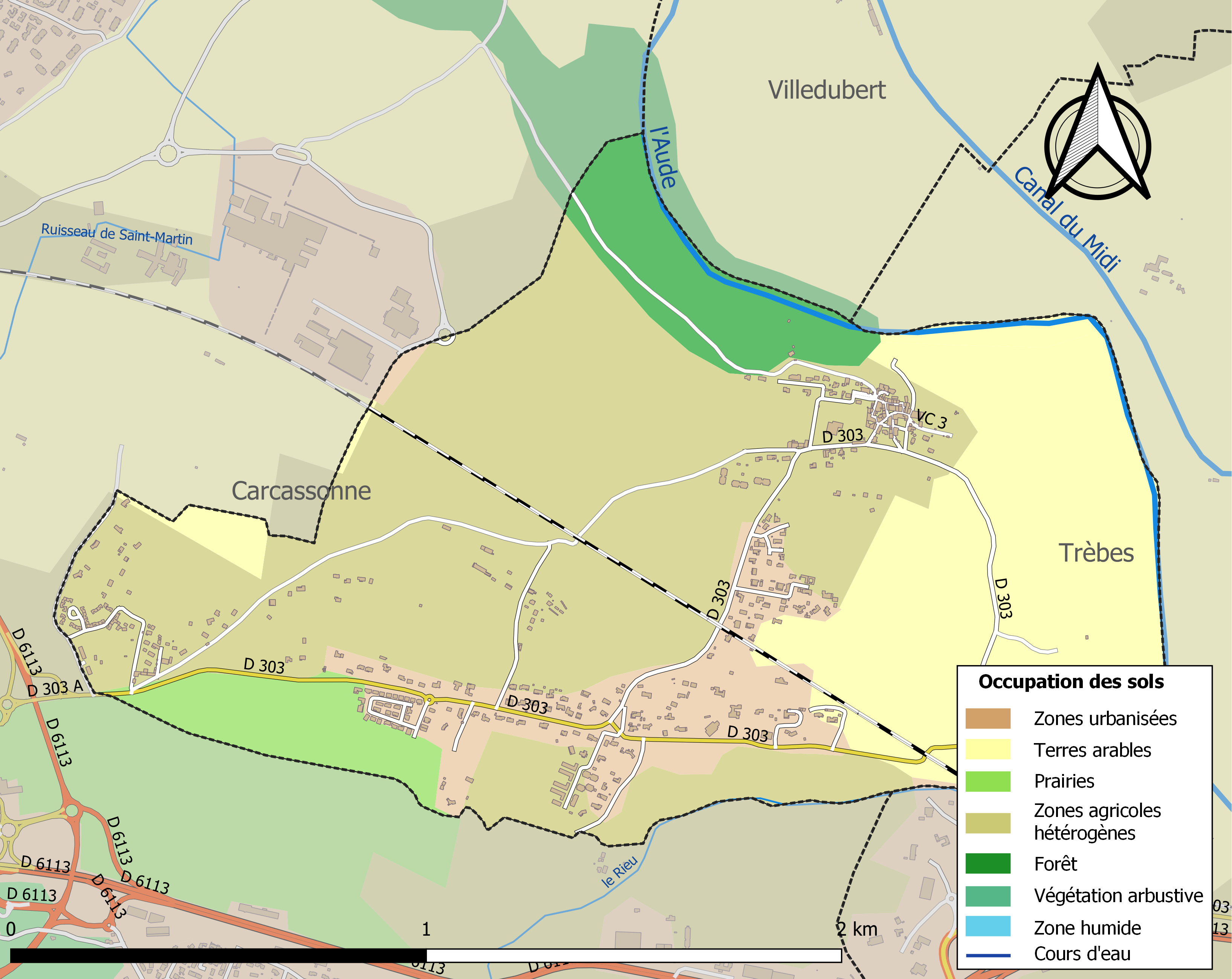
Carte des infrastructures et de l'occupation des sols de la commune en 2018 (CLC).

### Risques majeurs
Le territoire de la commune de Berriac est vulnérable à différents aléas naturels : météorologiques (tempête, orage, neige, grand froid, canicule ou sécheresse), inondations, feux de forêts et séisme (sismicité très faible). Il est également exposé à deux risques technologiques,  le transport de matières dangereuses et la rupture d'un barrage, et à un risque particulier : le risque de radon. Un site publié par le BRGM permet d'évaluer simplement et rapidement les risques d'un bien localisé soit par son adresse soit par le numéro de sa parcelle.

#### Risques naturels
La commune fait partie du territoire à risques importants d'inondation (TRI) de Carcassonne, regroupant 4 communes du bassin de vie de l'agglomération carcassonnaise, un des 31 TRI qui ont été arrêtés fin 2012 sur le bassin Rhône-Méditerranée, retenu au regard des débordements des cours d’eau l’Aude et le Fresquel. Parmi les dernières crues significatives qui ont touché le territoire, on peut citer la crue de novembre 1999. Des cartes des surfaces inondables ont été établies pour trois scénarios : fréquent (crue de temps de retour de 10 ans à 30 ans), moyen (temps de retour de 100 ans à 300 ans) et extrême (temps de retour de l'ordre de 1 000 ans, qui met en défaut tout système de protection),. La commune a été reconnue en état de catastrophe naturelle au titre des dommages causés par les inondations et coulées de boue survenues en 1982, 1992, 1996, 1999, 2009, 2011 et 2018,.

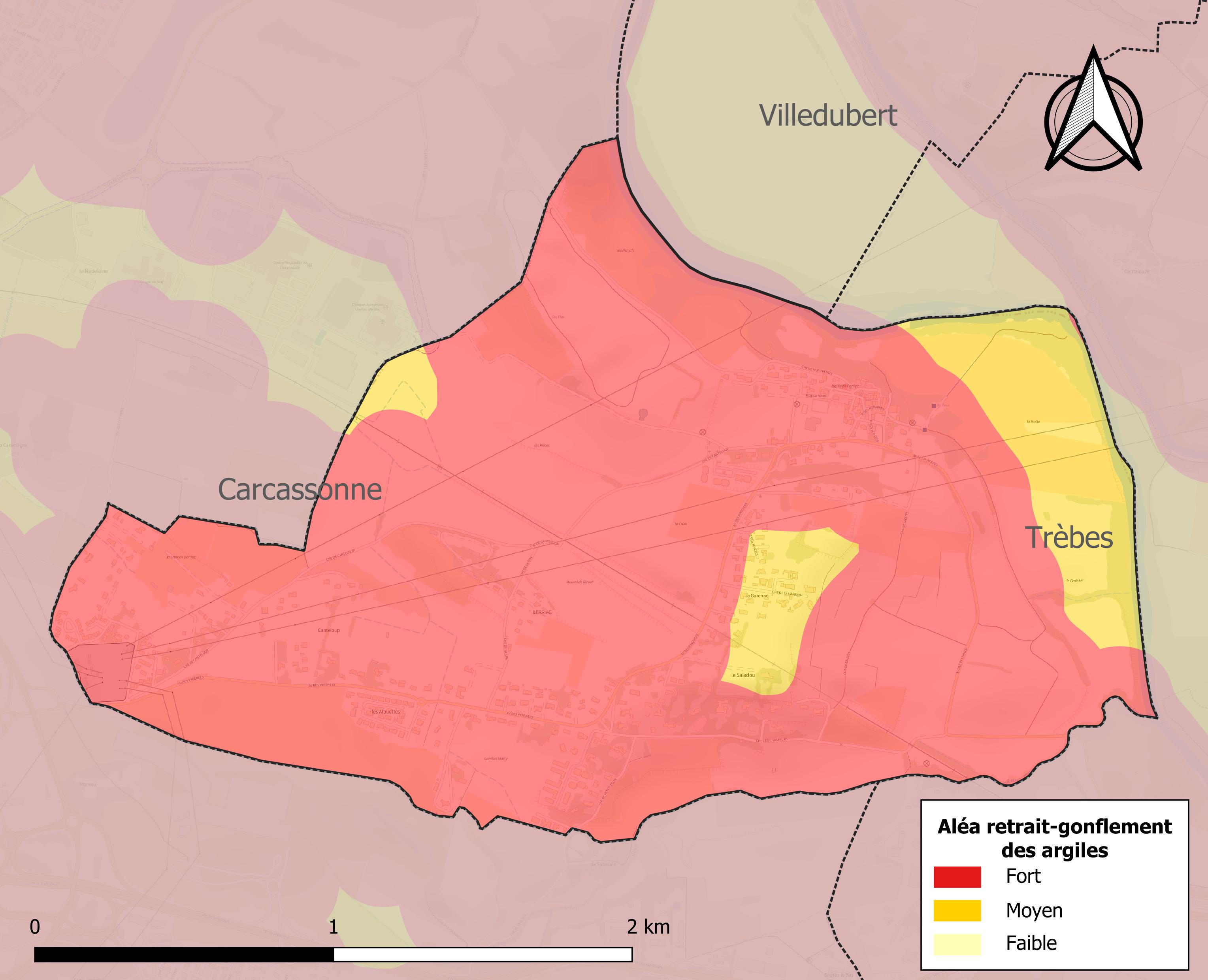
Carte des zones d'aléa retrait-gonflement des sols argileux de Berriac.

Le retrait-gonflement des sols argileux est susceptible d'engendrer des dommages importants aux bâtiments en cas d’alternance de périodes de sécheresse et de pluie. La totalité de la commune est en aléa moyen ou fort (75,2 % au niveau départemental et 48,5 % au niveau national). Sur les 323 bâtiments dénombrés sur la commune en 2019, 323 sont en aléa moyen ou fort, soit 100 %, à comparer aux 94 % au niveau départemental et 54 % au niveau national. Une cartographie de l'exposition du territoire national au retrait gonflement des sols argileux est disponible sur le site du BRGM,.

#### Risques technologiques
Le risque de transport de matières dangereuses sur la commune est lié à sa traversée par une infrastructure ferroviaire. Un accident se produisant sur de telles infrastructures est en effet susceptible d’avoir des effets graves au bâti ou aux personnes jusqu’à 350 m, selon la nature du matériau transporté. Des dispositions d’urbanisme peuvent être préconisées en conséquence.
La commune est en outre située en aval des barrages de Matemale et de Puyvalador, deux ouvrages de classe A, situés dans le département des Pyrénées-Orientales. À ce titre elle est susceptible d’être touchée par l’onde de submersion consécutive à la rupture d'un de ces ouvrages.

#### Risque particulier
Dans plusieurs parties du territoire national, le radon, accumulé dans certains logements ou autres locaux, peut constituer une source significative d’exposition de la population aux rayonnements ionisants. Certaines communes du département sont concernées par le risque radon à un niveau plus ou moins élevé. Selon la classification de 2018, la commune de Berriac est classée en zone 2, à savoir zone à potentiel radon faible mais sur lesquelles des facteurs géologiques particuliers peuvent faciliter le transfert du radon vers les bâtiments.

## Histoire
Le village de Berriac est donné, en 1213, par Simon de Monfort à l'abbaye de Lagrasse, qui le vend en 1576 au sieur Pelatier, bourgeois de la cité de Carcassonne.
Les terres et seigneurie de Berriac furent ensuite possédées en 1600 par Barthélémie Deprats, premier consul de Carcassonne ; en 1696, par le sieur de Conduché, en 1719 par Jean Baptiste de Raynoud de Ventenac, conseiller au présidial de Carcassonne et en 1744 par François Antoine Roudil, receveur des tailles du diocèse de Carcassonne, nommé maire perpétuel de Carcassonne.
La terre de Carcassonne fut vendue vers 1775 par les héritiers Roudil à monsieur Joseph Teisseire, conseiller au présidial de Carcassonne, décédé vers 1820.
L'ancien village était autrefois entouré de remparts. Pour y pénétrer, il n'existait qu'une seule porte (encore visible) en avant de l'église.
Celle-ci était surmontée d'un mâchicoulis dont il reste les supports.

## Politique et administration

### Découpage territorial
La commune de Berriac est membre de l'intercommunalité Carcassonne Agglo, un établissement public de coopération intercommunale (EPCI) à fiscalité propre créé le 21 décembre 2012 dont le siège est à Carcassonne. Ce dernier est par ailleurs membre d'autres groupements intercommunaux.
Sur le plan administratif, elle est rattachée à l'arrondissement de Carcassonne, au département de l'Aude, en tant que circonscription administrative de l'État, et à la région Occitanie.
Sur le plan électoral, elle dépend du canton de la Montagne d'Alaric pour l'élection des conseillers départementaux, depuis le redécoupage cantonal de 2014 entré en vigueur en 2015, et de la première circonscription de l'Aude  pour les élections législatives, depuis le redécoupage électoral de 1986.

### Liste des maires
| Période                                  | Période  | Identité              | Étiquette | Qualité |
| ---------------------------------------- | -------- | --------------------- | --------- | ------- |
| Les données manquantes sont à compléter. |          |                       |           |         |
| mars 2001                                | 2009     | Jean Michel Paredes   |           |         |
| mars 2009                                | 2014     | Jean Pierre Mondillon |           |         |
| mars 2014                                | En cours | Michel Soules         | PS        |         |

## Population et société

### Démographie
L'évolution du nombre d'habitants est connue à travers les recensements de la population effectués dans la commune depuis 1793. Pour les communes de moins de 10 000 habitants, une enquête de recensement portant sur toute la population est réalisée tous les cinq ans, les populations de référence des années intermédiaires étant quant à elles estimées par interpolation ou extrapolation. Pour la commune, le premier recensement exhaustif entrant dans le cadre du nouveau dispositif a été réalisé en 2008.

En 2022, la commune comptait 958 habitants, en évolution de +4,7 % par rapport à 2016 (Aude : +2,65 %, France hors Mayotte : +2,11 %).
| 1793 | 1800 | 1806 | 1821 | 1831 | 1836 | 1841 | 1846 | 1851 |
| ---- | ---- | ---- | ---- | ---- | ---- | ---- | ---- | ---- |
| 123  | 119  | 115  | 107  | 130  | 147  | 129  | 125  | 104  |

| 1856 | 1861 | 1866 | 1872 | 1876 | 1881 | 1886 | 1891 | 1896 |
| ---- | ---- | ---- | ---- | ---- | ---- | ---- | ---- | ---- |
| 113  | 99   | 87   | 85   | 89   | 108  | 110  | 93   | 90   |

| 1901 | 1906 | 1911 | 1921 | 1926 | 1931 | 1936 | 1946 | 1954 |
| ---- | ---- | ---- | ---- | ---- | ---- | ---- | ---- | ---- |
| 91   | 85   | 96   | 73   | 87   | 90   | 101  | 104  | 87   |

| 1962 | 1968 | 1975 | 1982 | 1990 | 1999 | 2006 | 2008 | 2013 |
| ---- | ---- | ---- | ---- | ---- | ---- | ---- | ---- | ---- |
| 91   | 118  | 314  | 390  | 527  | 625  | 800  | 863  | 878  |

| 2018 | 2022 | - | - | - | - | - | - | - |
| ---- | ---- | - | - | - | - | - | - | - |
| 993  | 958  | - | - | - | - | - | - | - |

| selon la population municipale des années : | 1968 | 1975 | 1982 | 1990 | 1999 | 2006 | 2009 | 2013 |
| Rang de la commune dans le département      | 291  | 135  | 117  | 105  | 99   | 86   | 82   | 84   |
| Nombre de communes du département           | 439  | 436  | 435  | 437  | 438  | 438  | 438  | 438  |

### Culte
- Église catholique de Sainte-Cécile de Berriac.
- Église protestante évangélique baptiste de Berriac-Carcassonne, à Carcassonne[43].

### Santé
- La Cité de l'Espérance, qui abrite une communauté gitane, présente un taux anormal de cancers et autres maladies, que certains expliquent par la présence à proximité immédiate d'une station électrique d'EDF[44].

## Économie

### Revenus
En 2018  (données Insee publiées en septembre 2021), la commune compte 367 ménages fiscaux, regroupant 852 personnes. La médiane du revenu disponible par unité de consommation est de 16 800 € (19 240 € dans le département).

### Emploi
| Division       | 2008   | 2013   | 2018   |
| -------------- | ------ | ------ | ------ |
| Commune        | 13,5 % | 19,9 % | 13,3 % |
| Département    | 10,2 % | 12,8 % | 12,6 % |
| France entière | 8,3 %  | 10 %   | 10 %   |

En 2018, la population âgée de 15 à 64 ans s'élève à 667 personnes, parmi lesquelles on compte 59,4 % d'actifs (46 % ayant un emploi et 13,3 % de chômeurs) et 40,6 % d'inactifs,. Depuis 2008, le taux de chômage communal (au sens du recensement) des 15-64 ans est supérieur à celui de la France et du département.
La commune fait partie de la couronne de l'aire d'attraction de Carcassonne, du fait qu'au moins 15 % des actifs travaillent dans le pôle,. Elle compte 77 emplois en 2018, contre 94 en 2013 et 90 en 2008. Le nombre d'actifs ayant un emploi résidant dans la commune est de 309, soit un indicateur de concentration d'emploi de 25 % et un taux d'activité parmi les 15 ans ou plus de 49,1 %.
Sur ces 309 actifs de 15 ans ou plus ayant un emploi, 36 travaillent dans la commune, soit 12 % des habitants. Pour se rendre au travail, 89,6 % des habitants utilisent un véhicule personnel ou de fonction à quatre roues, 1,9 % les transports en commun, 4,5 % s'y rendent en deux-roues, à vélo ou à pied et 3,9 % n'ont pas besoin de transport (travail au domicile).

### Activités hors agriculture
45 établissements sont implantés  à Berriac au 31 décembre 2019. Le tableau ci-dessous en détaille le nombre par secteur d'activité et compare les ratios avec ceux du département,.
| Secteur d'activité                                                                                        | Commune | Commune | Département |
| Secteur d'activité                                                                                        | Nombre  | %       | %           |
| --- | ------- | ------- | ----------- |
| Ensemble                                                                                                  | 45      |         |             |
| Industrie manufacturière, industries extractives et autres                                                | 2       | 4,4 %   | (8,8 %)     |
| Construction                                                                                              | 13      | 28,9 %  | (14 %)      |
| Commerce de gros et de détail, transports, hébergement et restauration                                    | 11      | 24,4 %  | (32,3 %)    |
| Information et communication                                                                              | 1       | 2,2 %   | (1,6 %)     |
| Activités immobilières                                                                                    | 3       | 6,7 %   | (5,2 %)     |
| Activités spécialisées, scientifiques et techniques et activités de services administratifs et de soutien | 7       | 15,6 %  | (13,3 %)    |
| Administration publique, enseignement, santé humaine et action sociale                                    | 3       | 6,7 %   | (13,2 %)    |
| Autres activités de services                                                                              | 5       | 11,1 %  | (8,8 %)     |

Le secteur de la construction est prépondérant sur la commune puisqu'il représente 28,9 % du nombre total d'établissements de la commune (13 sur les 45 entreprises implantées  à Berriac), contre 14 % au niveau départemental.

### Agriculture
|                                   | 1988 | 2000 | 2010 |
| --------------------------------- | ---- | ---- | ---- |
| Exploitations                     | 8    | 2    | 3    |
| Superficie agricole utilisée (ha) | 135  | 144  | 148  |

La commune fait partie de la petite région agricole dénommée « Région viticole ». En 2010, l'orientation technico-économique de l'agriculture  sur la commune est la polyculture et le polyélevage. Trois exploitations agricoles ayant leur siège dans la commune sont dénombrées lors du recensement agricole de 2010 (huit en 1988). La superficie agricole utilisée est de 148 ha.

## Culture locale et patrimoine

### Lieux et monuments
- Le lavoir communal (dont les travaux de réfection ont été dernièrement réalisés par les stagiaires du chantier-école de Berriac et Jean-Philippe Voltes, formateur AFPA), était autrefois alimenté par une source.
- Église Sainte-Cécile de Berriac.

### Personnalités liées à la commune
- Bernat de Berriac (Roussillon, vers 1270 - Barcelone, 1348) : médecin des rois de Majorque et traducteur au catalan, de famille originaire de Berriac.

### Héraldique
| Blason de Berriac | Blason  | D'or au pairle d'azur.                           |
| Blason de Berriac | Détails | Le statut officiel du blason reste à déterminer. |